# Parthenicus multipunctatus
Parthenicus multipunctatus är en insektsart som beskrevs av Knight 1968. Parthenicus multipunctatus ingår i släktet Parthenicus och familjen ängsskinnbaggar. Inga underarter finns listade i Catalogue of Life.